# Яровське сільське поселення
Я́ровське сільське поселення (рос. Яровське сельское поселение) — муніципальне утворення у складі Казанського району Тюменської області, Росія.
Адміністративний центр — село Яровське.

## Населення
Населення — 798 осіб (2020; 824 у 2018, 907 у 2010, 955 у 2002).

## Склад
До складу поселення входять такі населені пункти:
| Населений пункт     | Населення, осіб (2002) | Населення, осіб (2010) |
| ------------------- | ---------------------- | ---------------------- |
| Сладчанка, присілок | 190                    | 175                    |
| Яровське, село      | 765                    | 732                    |